# 조현주
조현주(1976년~ )는 대한민국의 영화 편집가이다.

## 참여 작품
- 2004년 《풀밭위의 식사》
- 2005년 《열번째 비가 내리는 날》
- 2007년 《기다린다》, 《숏숏숏》, 《길 잃은 시간》, 《소풍》
- 2008년 《125 전승철》(감독 박정범), 《연인들》
- 2009년 《로스트엠파이어》, 《우리 만난 지 1년 되는 날》, 《핑크토끼》, 《무산일기》(감독 박정범)
- 2014년 《산다》(감독 박정범)
- 2015년 《스틸 플라워》(감독 박석영)
- 2016년 《재꽃》(감독 박석영)
- 2017년 《박화영》(감독 이환)
- 2018년 《대관람차》(감독 백재호, 이희섭), 《카오산 탱고》(감독 김범삼)
- 2019년 《바람의 언덕》(감독 박석영), 《이 세상에 없는》(감독 박정범), 《파고》(박정범, 2019)